# Eastlawn Gardens
Eastlawn Gardens es un lugar designado por el censo ubicado en el condado de Northampton en el estado estadounidense de Pensilvania. En el año 2000 tenía una población de 2.832 habitantes y una densidad poblacional de 660 personas por km².

## Geografía
Eastlawn Gardens se encuentra ubicado en las coordenadas 40°44′57″N 75°17′55″O / 40.74917, -75.29861.

## Demografía
Según la Oficina del Censo en 2000 los ingresos medios por hogar en la localidad eran de $56.855 y los ingresos medios por familia eran $62.969. Los hombres tenían unos ingresos medios de $43.688 frente a los $27.276 para las mujeres. La renta per cápita para la localidad era de $23.985. Alrededor del 1,9% de la población estaba por debajo del umbral de pobreza.